# Gonionchus latentis
Gonionchus latentis is een rondwormensoort uit de familie van de Xyalidae. De wetenschappelijke naam van de soort is voor het eerst geldig gepubliceerd in 1984 door Fadeeva.